# Condensazione di Darzens
La condensazione di Darzens (nota anche come reazione di Darzens o condensazione dell'estere glicidico) rappresenta la reazione di un chetone con un α-alogeno estere con formazione di α,β-epossiesteri. Questi esteri, chiamati anche esteri glicidici, per idrolisi producono un epossiacido che per riscaldamento decarbossila producendo chetoni o aldeidi. La reazione è stata riportata dal chimico organico Auguste Georges Darzens nel 1904.

## Meccanismo di reazione
La reazione inizia con la formazione di un carbanione stabile (risonante con un estere enolico) per azione della base forte sull'α-alogeno estere. Il carbanione dà attacco nucleofilo al gruppo carbonilico dell'altro reagente producendo l'α,β-epossiestere con formazione di un nuovo legame carbonio-carbonio. Occorre evitare soluzioni acquose se si vuole impedire l'idrolisi ed isolare l'epossi-derivato.